# علي بن سالم البوسعيدي

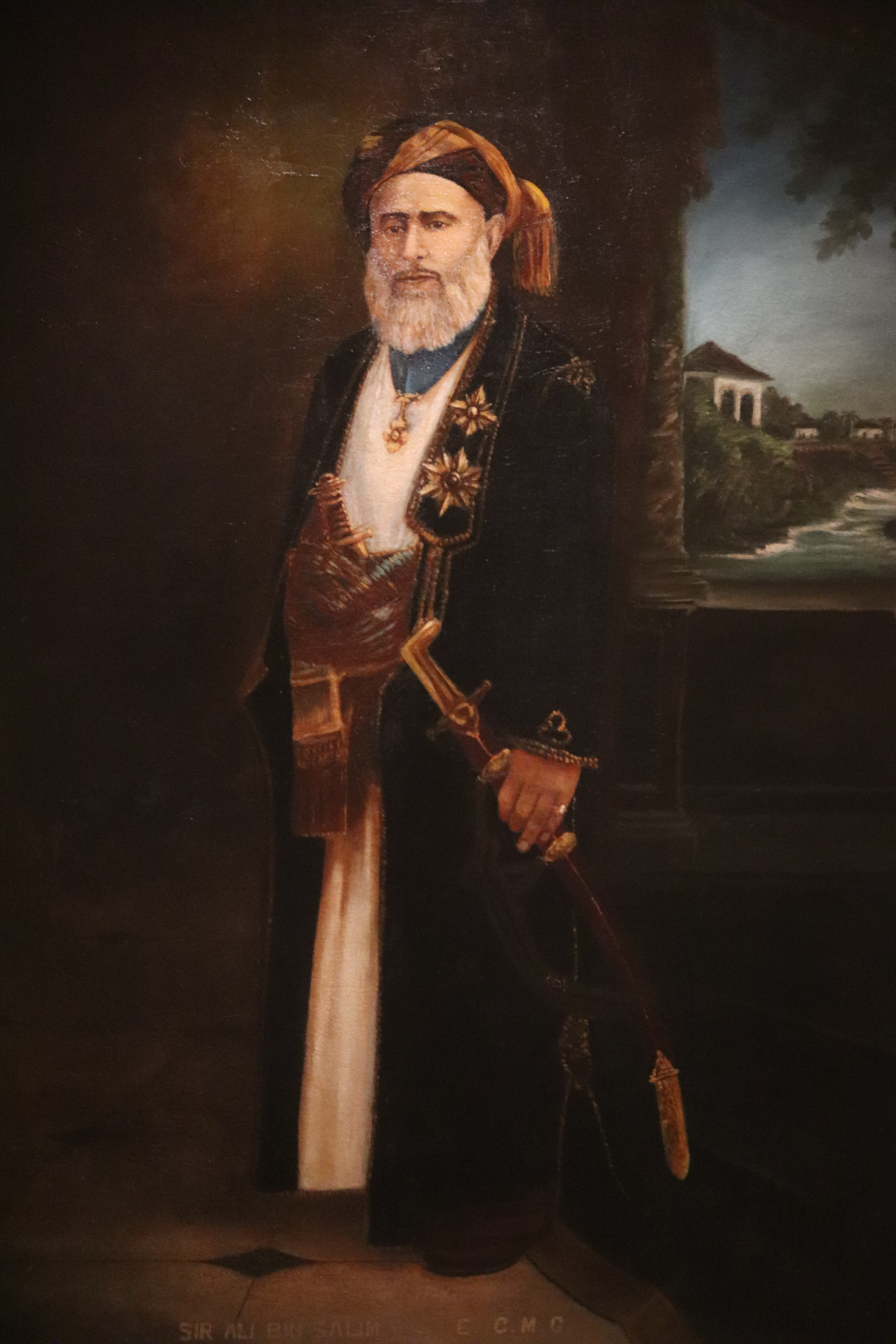
لوحة السيد السير علي بن سالم، المتحف الوطني (عمان).

السير أو السيد علي بن سالم البوسعيدي هو أبرز شخصية عربية  في مستعمرت كينيا. وهو من أسرة البوسعيد التي حكمت  شرق أفريقيا في القرن الـ19 ميلادي. كان والده حاكم ماليندي ثم نقل إلى مومباسا في أواخر القرن الـ19. السيد علي البوسعيدي دافع عن حقوق العرب في المستعمرة البريطانية في كينيا. أقام السيد علي بن سالم مكتبة أسماها مكتبة سيف بن سالم  في مومباسا. ولعب دورا في تأسيس أول مدرسة عربية في عام 1912م. كما أسس مدرسة أخرى بإسمه  في (ماليندي).

## الإنجازات
تقديرا لجهوده، حصل على عدد من الأوسمة، بما في ذلك وسام سانت مايكل ووسام سانت جورج على جهوده المتميزة في الخدمة المدنية خلال الحرب العالمية الأولى في عام 1918 ووسام الإمبراطورية البريطانية في عام 1929، وحصل على لقب «فارس» أو «سير».